# (4478) Blanco
(4478) Blanco ist ein Asteroid des Hauptgürtels, der am 23. April 1984 von den italienischen Astronomen Walter Ferreri und Vincenzo Zappalà am La-Silla-Observatorium der Europäischen Südsternwartes (IAU-Code 809) in Chile entdeckt wurde.
Der Asteroid wurde nach Carlo Blanco benannt, einem Professor für Astronomie an der Universität Catania.